# Foucherans (Doubs)
Foucherans is een plaats en voormalige gemeente in het Franse departement Doubs in de regio Bourgogne-Franche-Comté en telt 330 inwoners (1999). De plaats maakt deel uit van het arrondissement Besançon.

## Geschiedenis
Foucherans is op 1 januari 2019 gefuseerd met de gemeente Tarcenay tot de commune nouvelle Tarcenay-Foucherans. 

## Geografie
De oppervlakte van Foucherans bedraagt 10,8 km², de bevolkingsdichtheid is 30,6 inwoners per km².
De onderstaande kaart toont de ligging van Foucherans (Doubs) met de belangrijkste infrastructuur en aangrenzende gemeenten.

## Demografie
Onderstaande figuur toont het verloop van het inwonertal.